# 成敬姬
成 敬姬（せい けいき、ソン・ギョンフィ、ソン・ギョンヒ、1946年 -）は、北朝鮮による韓国人拉致被害者。ソウル特別市城北区出身。大韓航空機YS-11ハイジャック事件のときの客室乗務員。

## ハイジャックと拉致
1969年12月11日、北朝鮮工作員の趙昶煕（当時42歳）が大韓航空機YS-11ハイジャック事件を起こし、乗員乗客を平壌に連行した。解放された乗客の証言や韓国当局の発表によれば、乗客として一番前の席に座っていた趙昶煕が離陸後機長室に侵入し、ユ・ビョンハ機長にピストルを突きつけ北朝鮮に向かうように脅迫したという。人質になった人々は、北朝鮮の戦闘機3機が宣徳から平壌までエスコート飛行し、諜報員は平壌に着くと軍関係者に迎えられ、車で走り去ったこと、また、乗客乗員50人は飛行機から降ろされる前に目隠しされたことを証言している。
その後、1970年2月14日、搭乗者のうち乗客39人（男性32人、女性7人）を板門店経由で送還したが、乗務員4人と乗客7人の計11人が未帰還のまま拉致された。拉致されたのは、以下の11名。
- 機長 ユ・ビョンハ（38歳）
- 副操縦士 チェ・ソクマン (37歳)
- 乗務員 チョン・ギョンスク (24歳)
- 乗務員 ソン・ギョンフィ (23歳)
- 乗客（印刷所） イ・ドンギ (49歳)
- 乗客（アナウンサー） ファン・ウォン (32歳)
- 乗客（記者） キム・ボンジュ (27歳)
- 乗客（病院長） チェ・ホンドク (37歳)
- 乗客（会社員） イム・チョルス (49歳)
- 乗客（飲食業） チャン・ギヨン (40歳)
- 乗客（韓国スレート） チェ・ジョンウン (28歳)

1985年に北朝鮮に渡った呉吉男（「良心の囚人」申淑子の夫）は、北朝鮮で韓国向けのプロパガンダ放送をさせられた。そのとき、やはりプロパガンダ放送をさせられていたソン・ギョンフィ、チョン・ギョンスクを含む韓国人拉致被害者たちと会ったことを呉吉男は証言している。
2001年の離散家族において無作為に選ばれた参加者の1人が客室乗務員のソン・ギョンフィであった。彼女は2001年に母親と再会した際、「他の乗員はまだ生きており平壌周辺で生活している、北朝鮮に到着した日以降、他の拉致被害者たちの姿を見てはいないが、彼らが無事だと聞いている」と話した。
2011年10月24日の朝鮮日報は、ソンと乗務員チョン・ギョンスク、副操縦士チェ・ソクマンを含む韓国人拉致被害者21人の平壌居住を確認したと報道した。